# Biserica Duminica Tuturor Sfinților din Râu de Mori

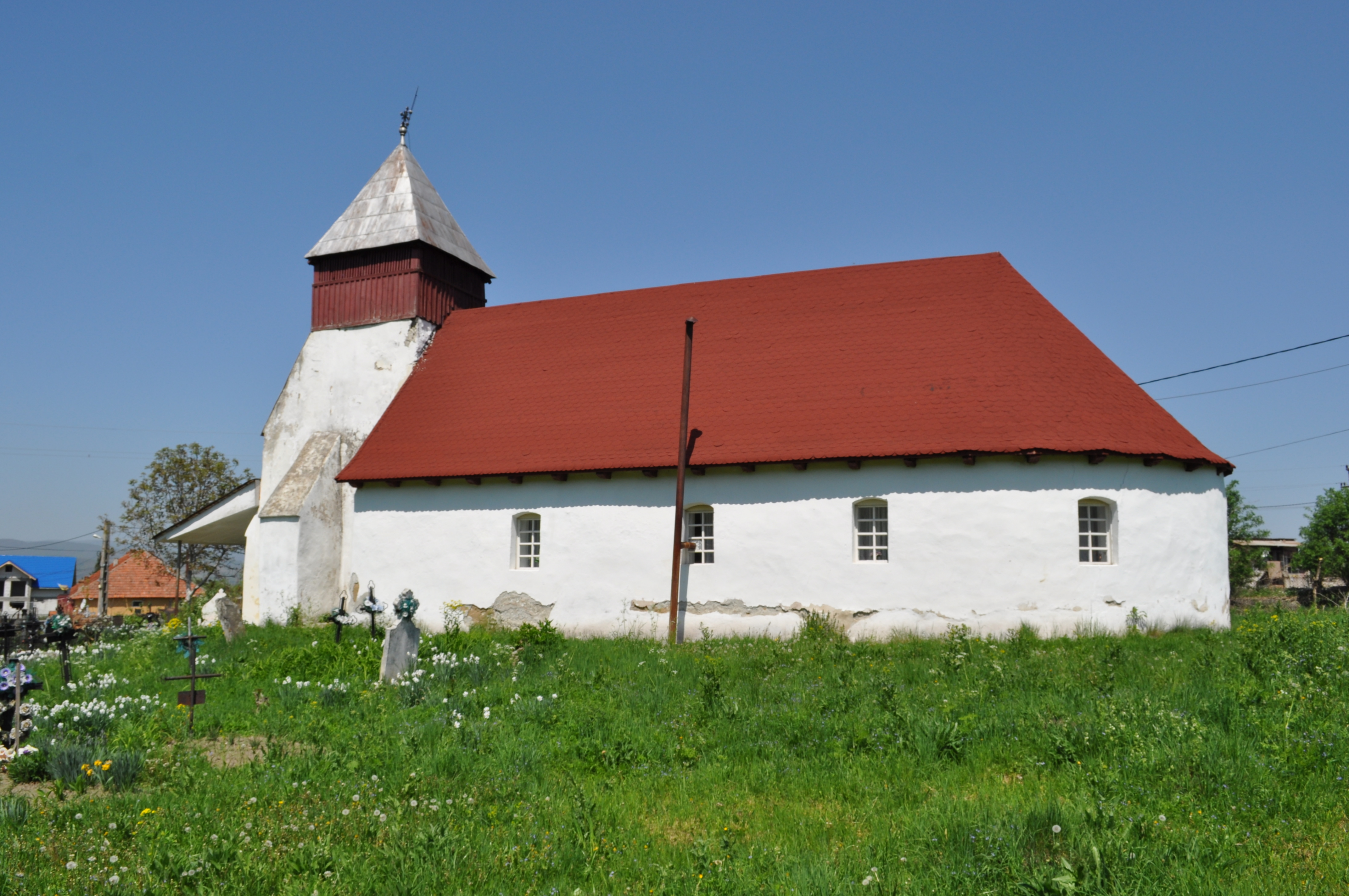
Biserica de zid cu hramul „Duminica Tuturor Sfinților” din Râu de Mori, comuna Râu de Mori, județul Hunedoara, foto: aprilie 2012.

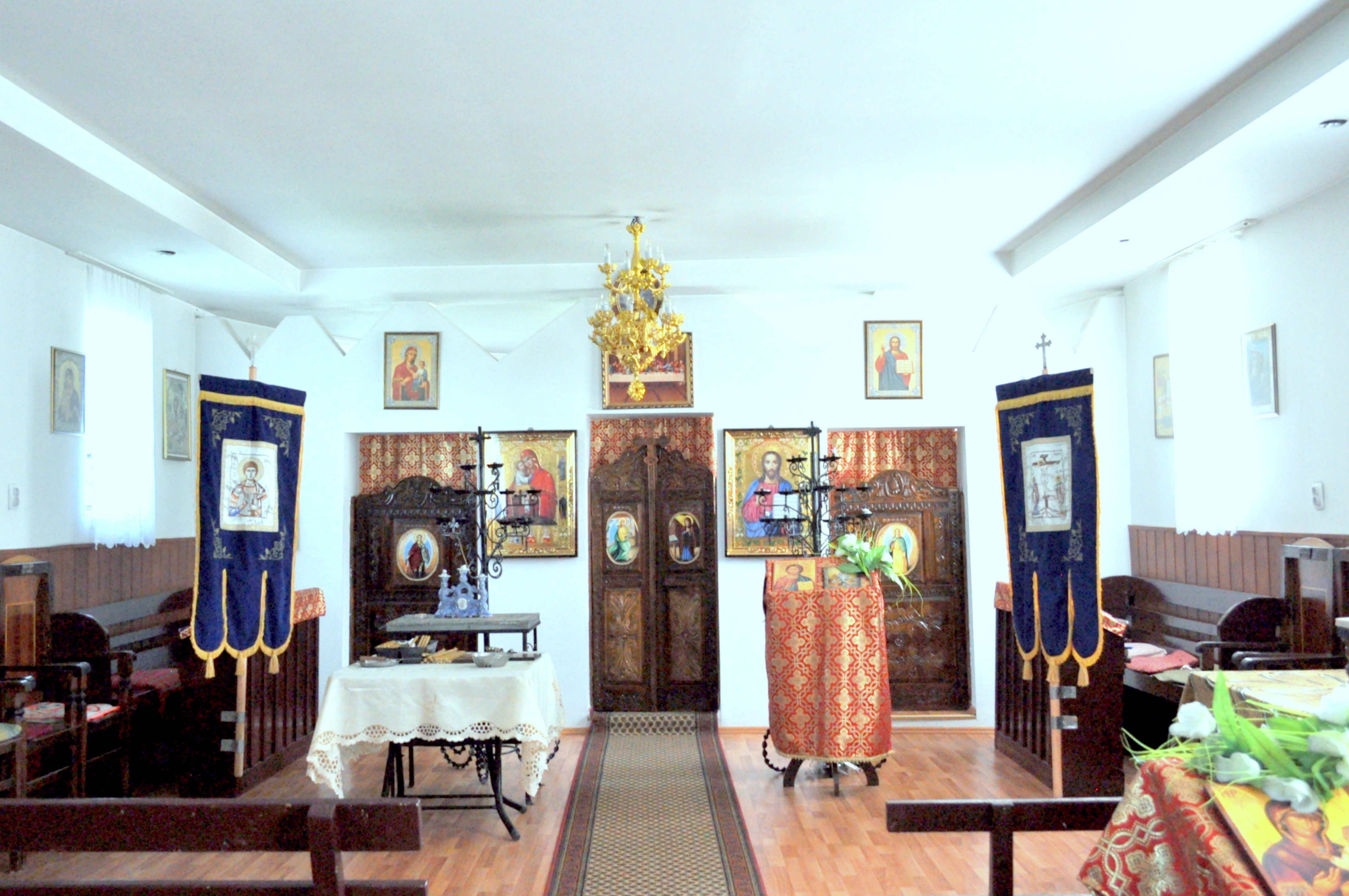
Nava spre iconostas

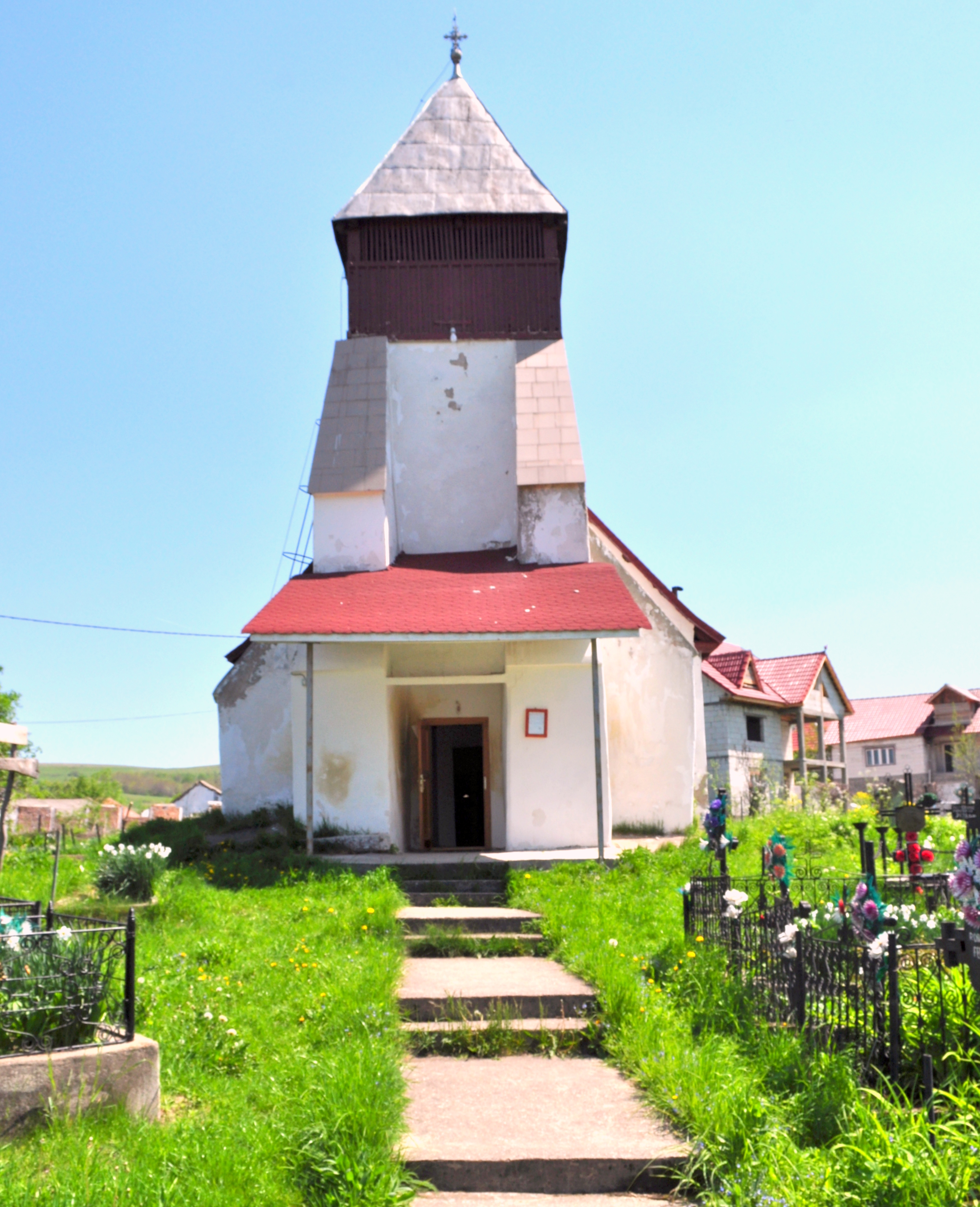
Biserica (vest)

Biserica de zid cu hramul „Duminica Tuturor Sfinților” din Râu de Mori, comuna Râu de Mori, județul Hunedoara, este un vechi monument românesc zidit în piatră în secolul al XV-lea de către cnezii din familia Cândea. Biserica se află pe noua listă a monumentelor istorice sub codul LMI:  HD-II-m-A-03429.

## Istoric și trăsături
În sud-vestul depresiunii Hațegului, la poalele Retezatului, aproape de confluența Râușorului cu Râu Mare, este situat, într-un cadru geografic pitoresc, satul Râu de Mori (atestat, ca „possessione Malomwyz”, în anul 1359), vechi centru al Cândeștilor, cea mai puternică familie cnezială românească din comitatul Hunedoara.
În mijlocul cimitirului din fața ruinelor conacului Kendeffy se înalță biserica-monument istoric „Duminica Tuturor Sfinților”, o construcție greoaie cu turnul-clopotniță robust, sprijinit de patru contraforți masivi, prevăzut cu un foișor închis de lemn și cu un coif piramidal, învelit, din 1907, în tablă; la acoperișul propriu-zis a fost utilizată țigla. Din edificiul inițial s-au păstrat doar câteva fragmente, părți ale zidului vestic al naosului fiind înglobate, la o dată neprecizabilă, într-o navă prelungă, cu un altar semicircular nedecroșat. Din descrierile secolului al XVIII-lea rezultă că atât la interiorul, cât și în afara lăcașului se găseau numeroase piese sculpturale romane cu inscripții latine, aduse din fosta capitală Ulpia Traiana Sarmizegetusa. Pictura lipsește.
Bibliografia monumentului este extrem de săracă și tributară, în mare parte, confuziilor cu biserica învecinată a schitului Colț. Fosta capelă de curte, biserica este o ctitorie a vechilor Cândești, despărțiți în două ramuri familiale, anume Kendeffy și Kenderessy, doar la finele secolului al XV-lea. Atât lăcașul de cult, cât și curia alăturată au fost ridicate la mijlocul secolului al XIV-lea. Prima sa mențiune documentară provine din anul 1526, când edificiul era deja disputat de cele două ramuri nobiliare. Cândva, în decursul secolului al XVII-lea, ca urmare a ridicării unei capele calvine în incinta curții nobiliare a familiei Kendeffy, biserica a fost cedată obștii sătești ortodoxe. Degradarea zidurilor a impus, în timp, consolidarea repetată a lăcașului. Dintre șantierele vechi, cunoscute sunt doar cele din anii 1827-1830 și 1872; ultima restaurare s-a desfășurat în 2007.
Biserica se numără printre puținele lăcașuri de cult hațegane menționate, ca ortodoxe, de recensămintele ecleziastice din anii 1733 (preotul figura ca „non unitus”, deci, prin extensie, neunită era și obștea parohială și lăcașul de cult al acesteia) și 1761-1762 (atestare explicită) – în cea din 1750 se sugerează că este unită – statut confesional reconfirmat apoi atât de statisticile anilor 1766 și 1767, cât și de însemnările ofițerului austriac Joseph Silvester von Hohenhausen, tipărite la Viena în 1775; contemporană este și atestarea bisericii pe harta iosefină a Transilvaniei (1769-1773). În secolul al XVIII-lea parohia Râu de Mori a trecut în subordinea Arhiepiscopiei Blajului, lăcașul fiind menționat ca atare de conscripția din anii 1829-1831. În 1948 lăcașul a fost trecut în folosința Bisericii Ortodoxe Române.

## Imagini din exterior

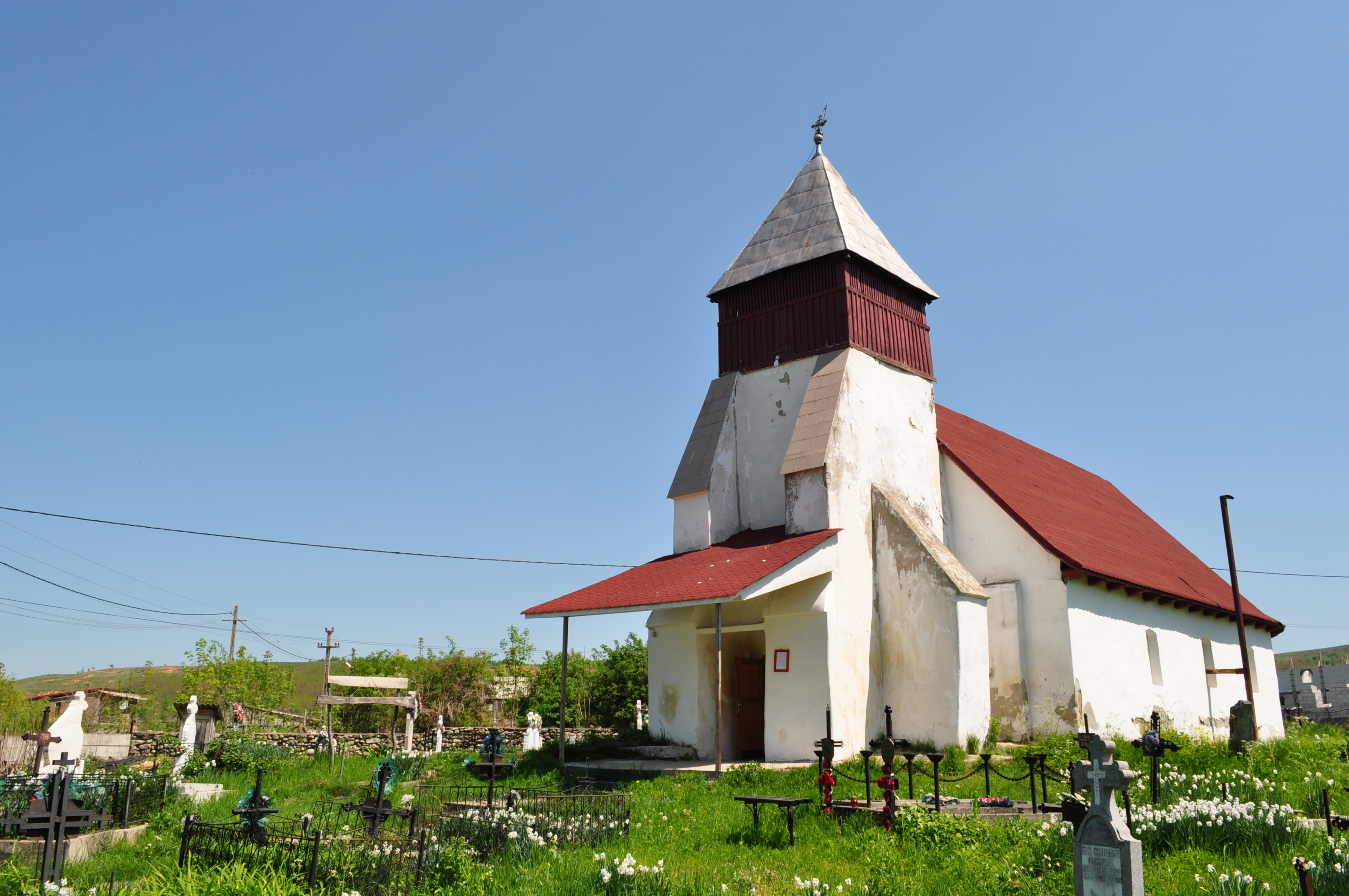
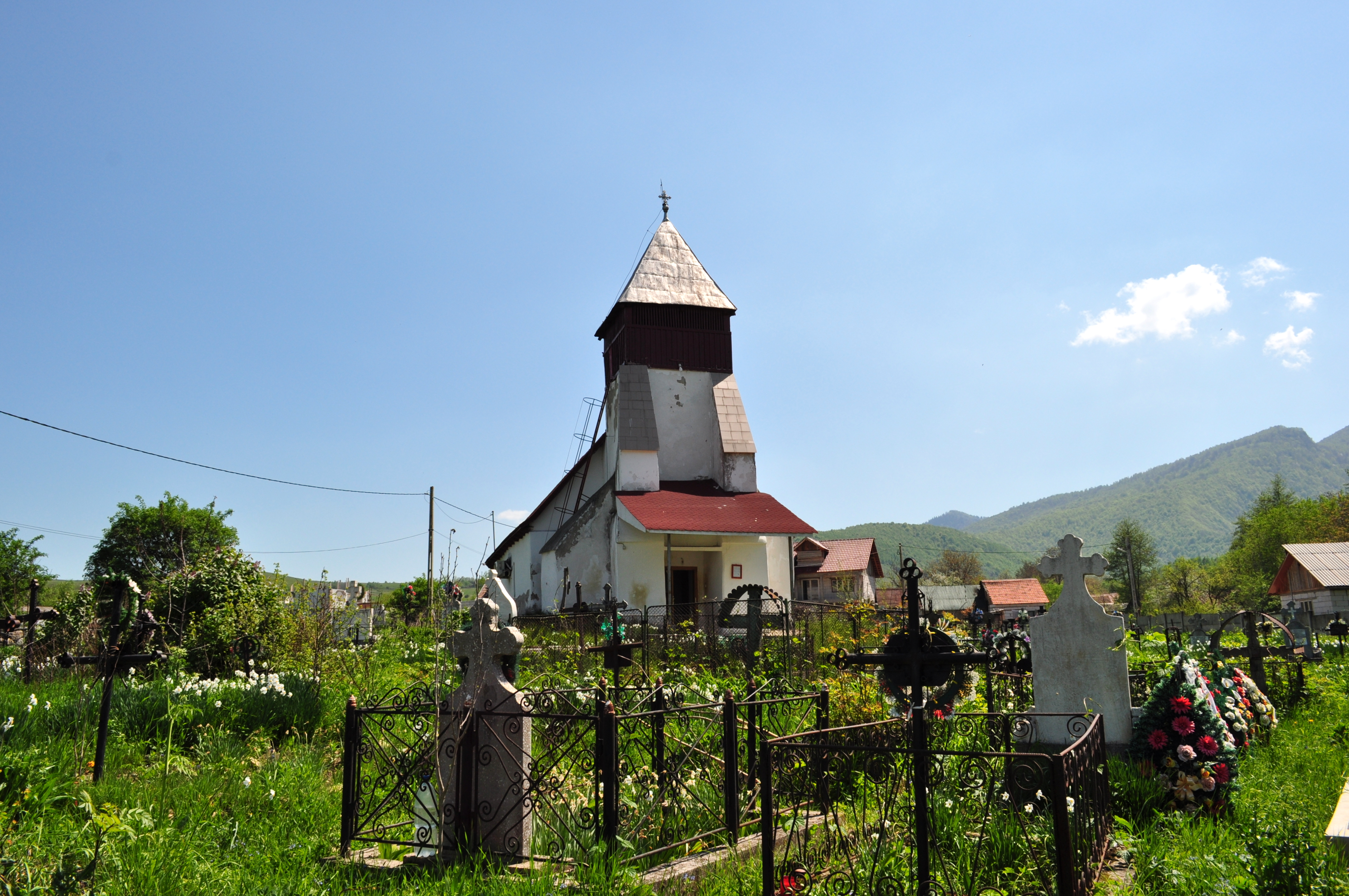
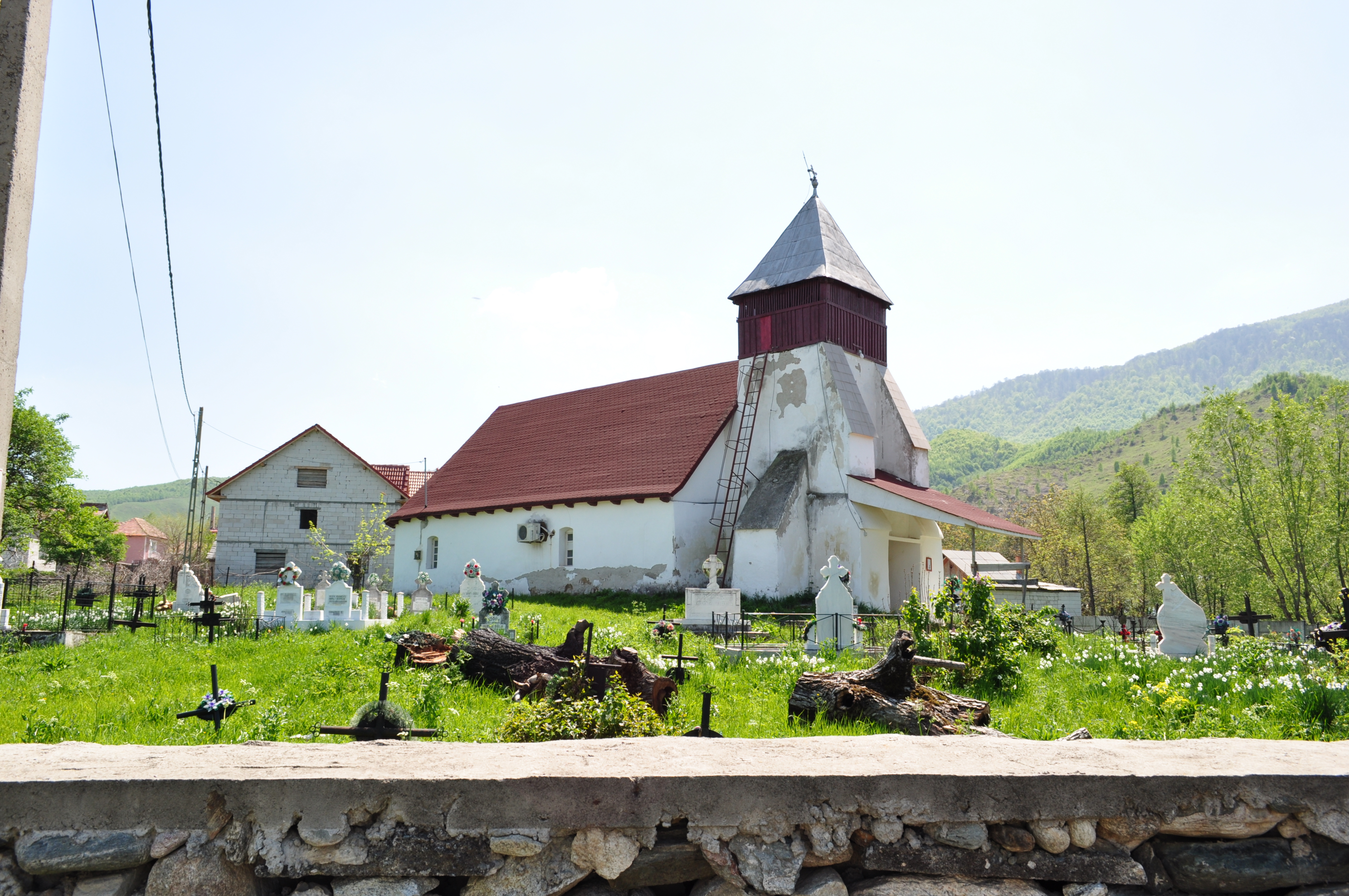
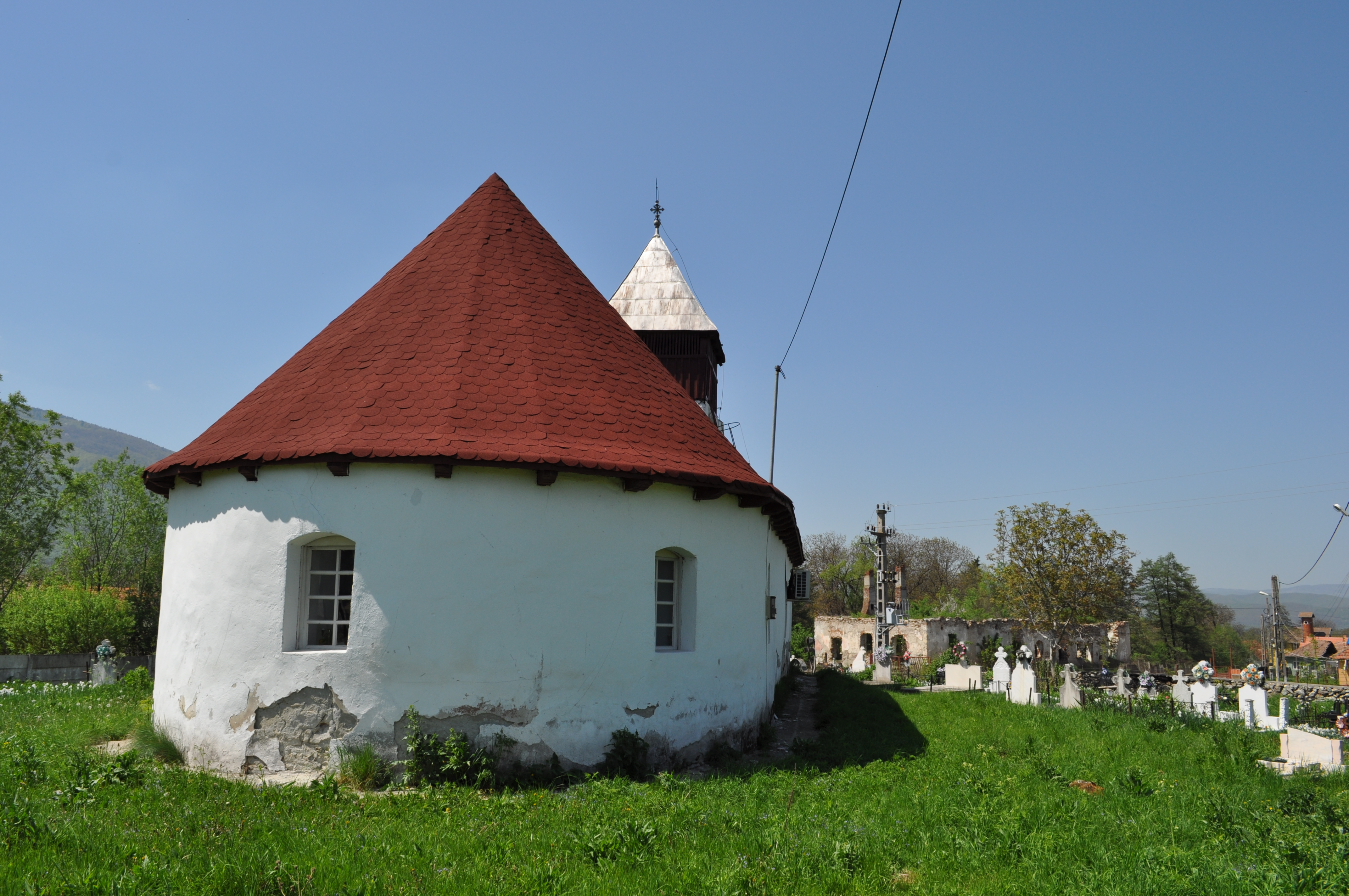
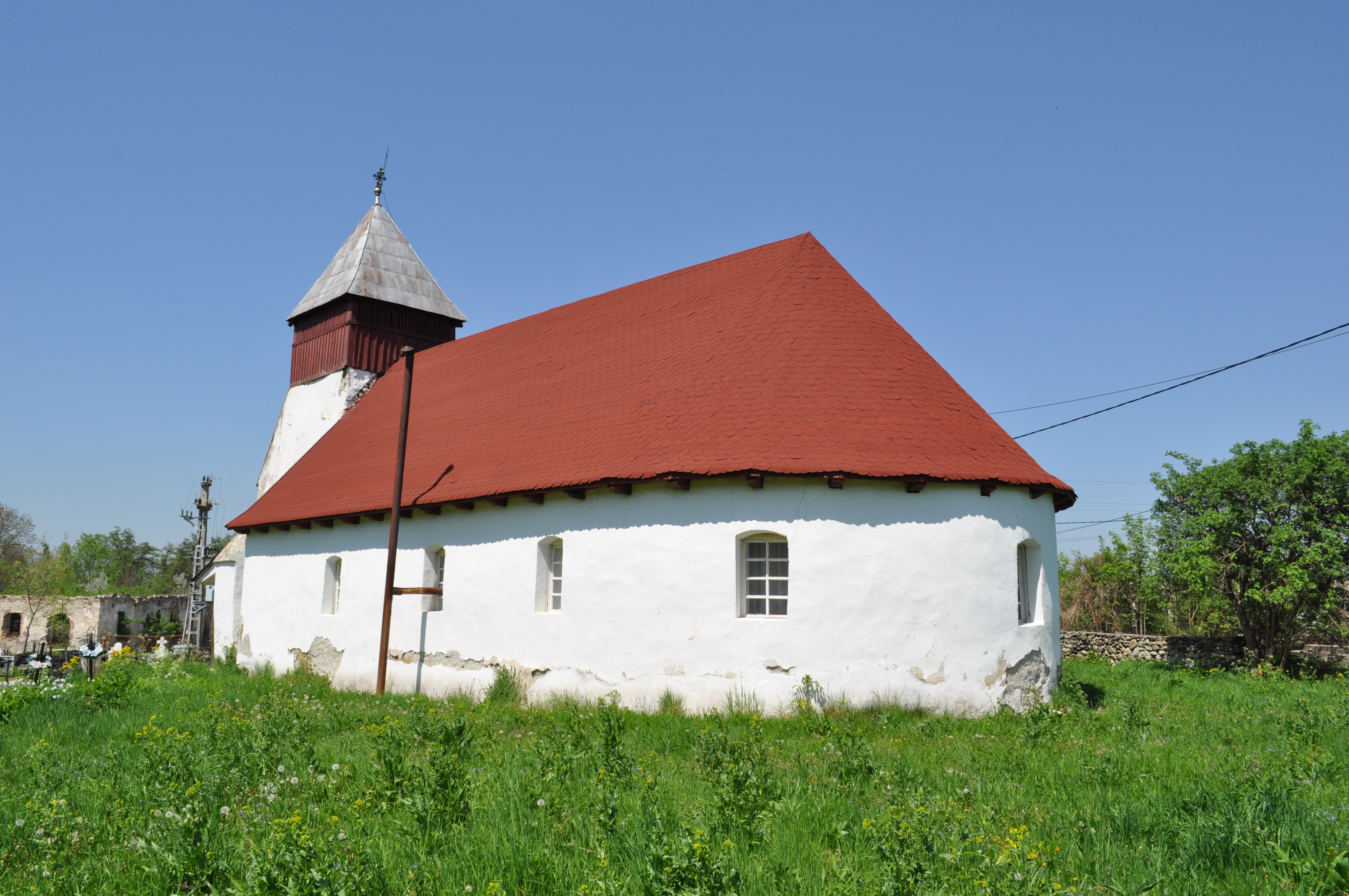
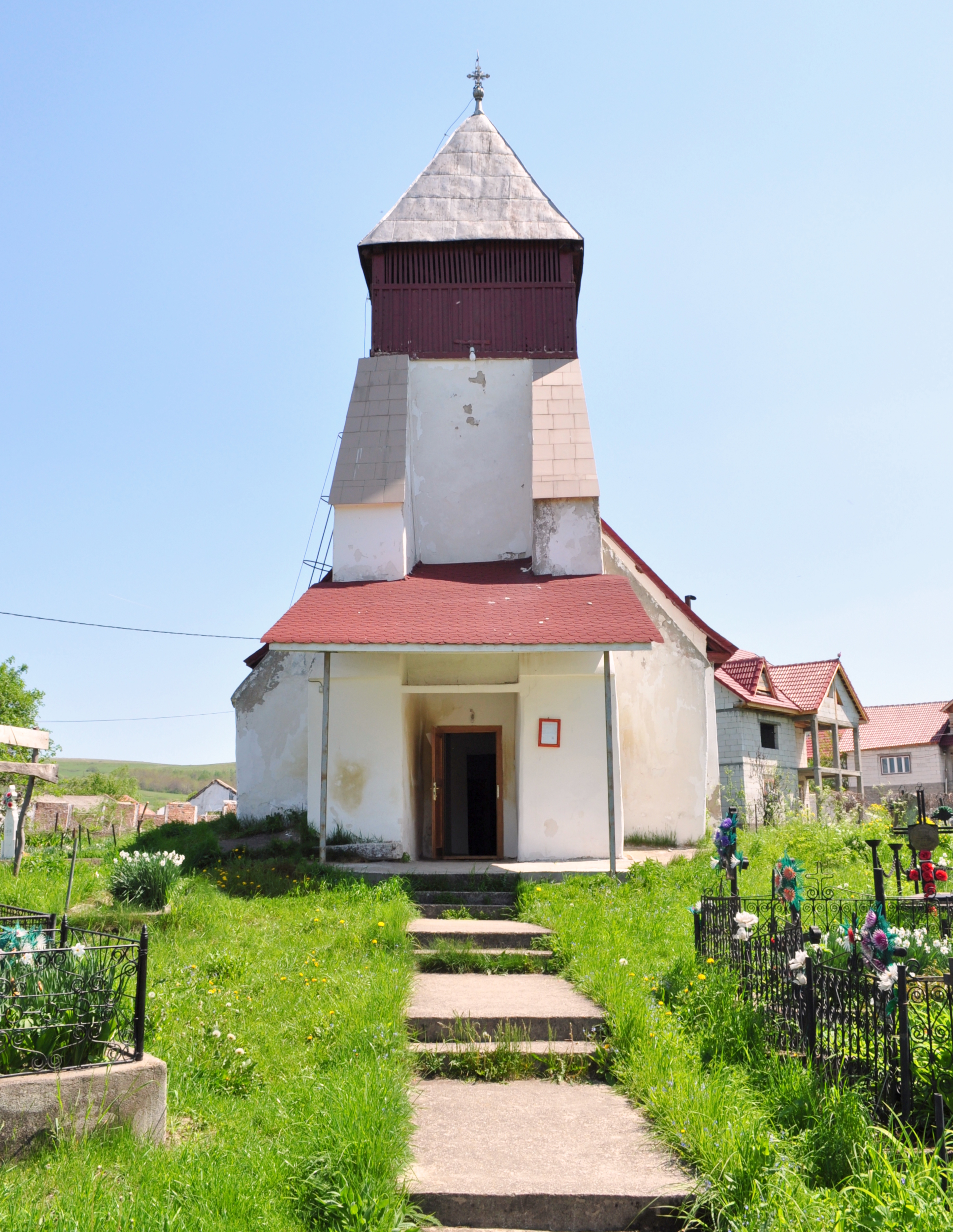
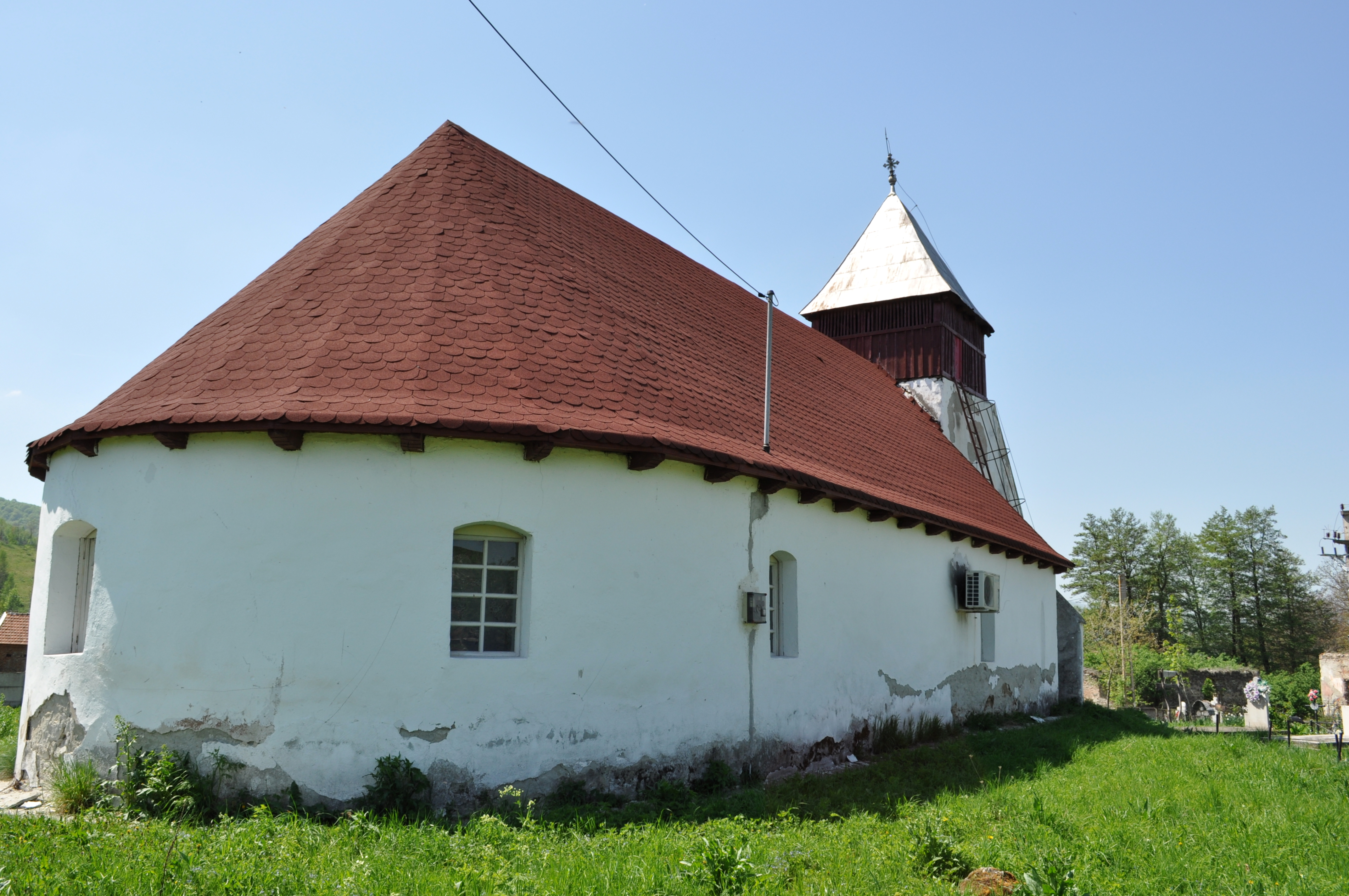
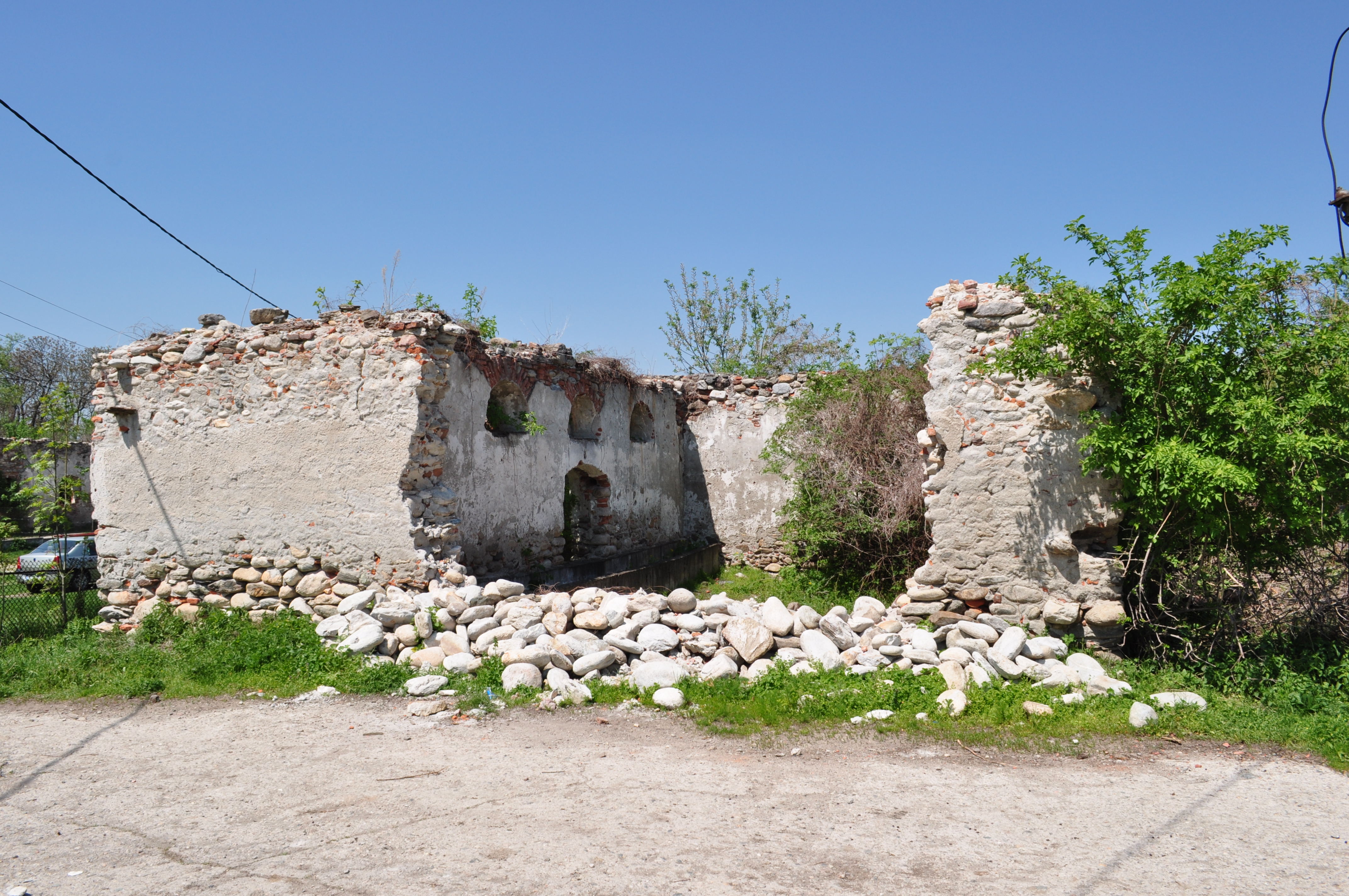
Ruinele curții nobiliare a Cândeștilor

## Imagini din interior

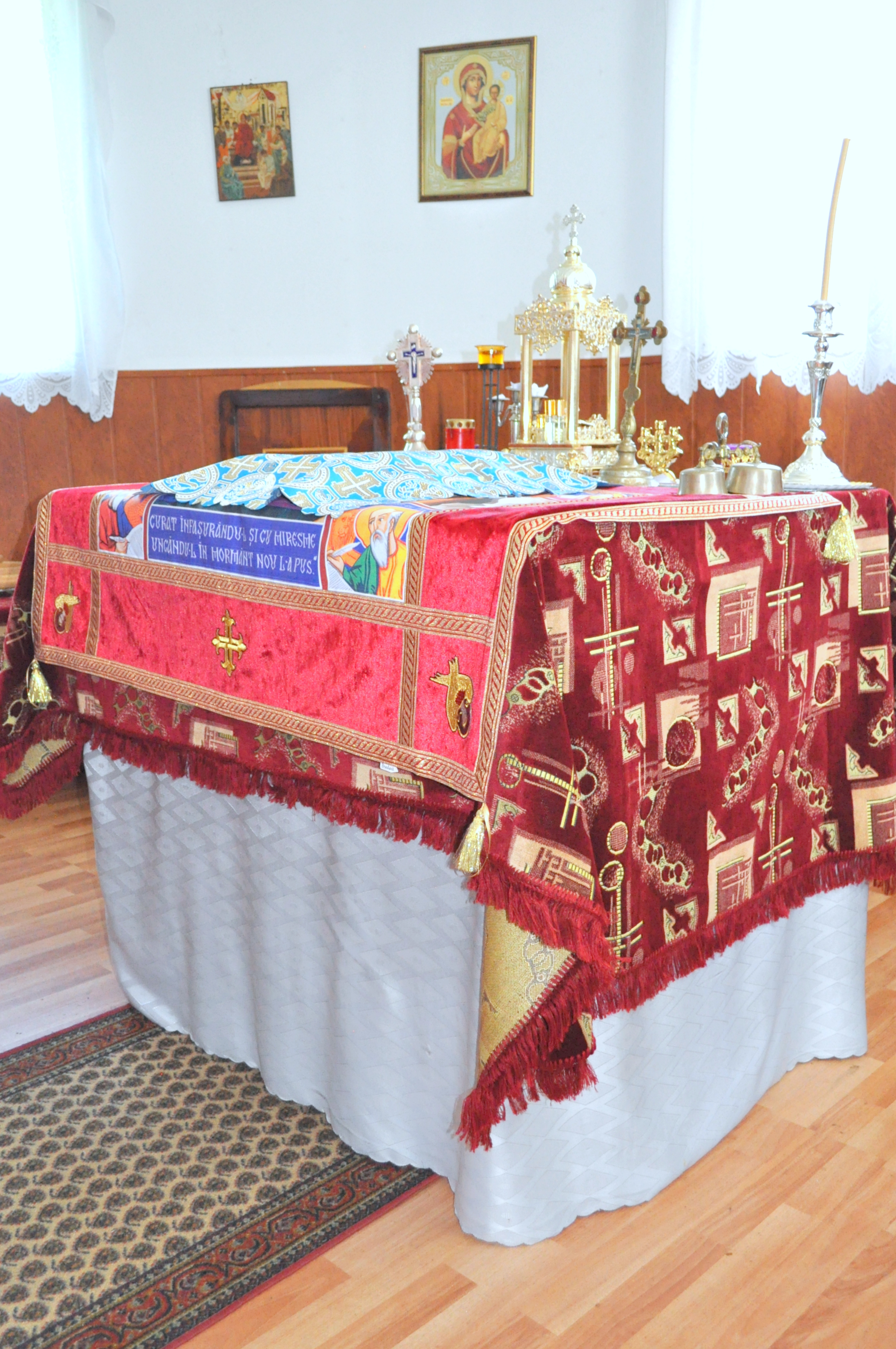
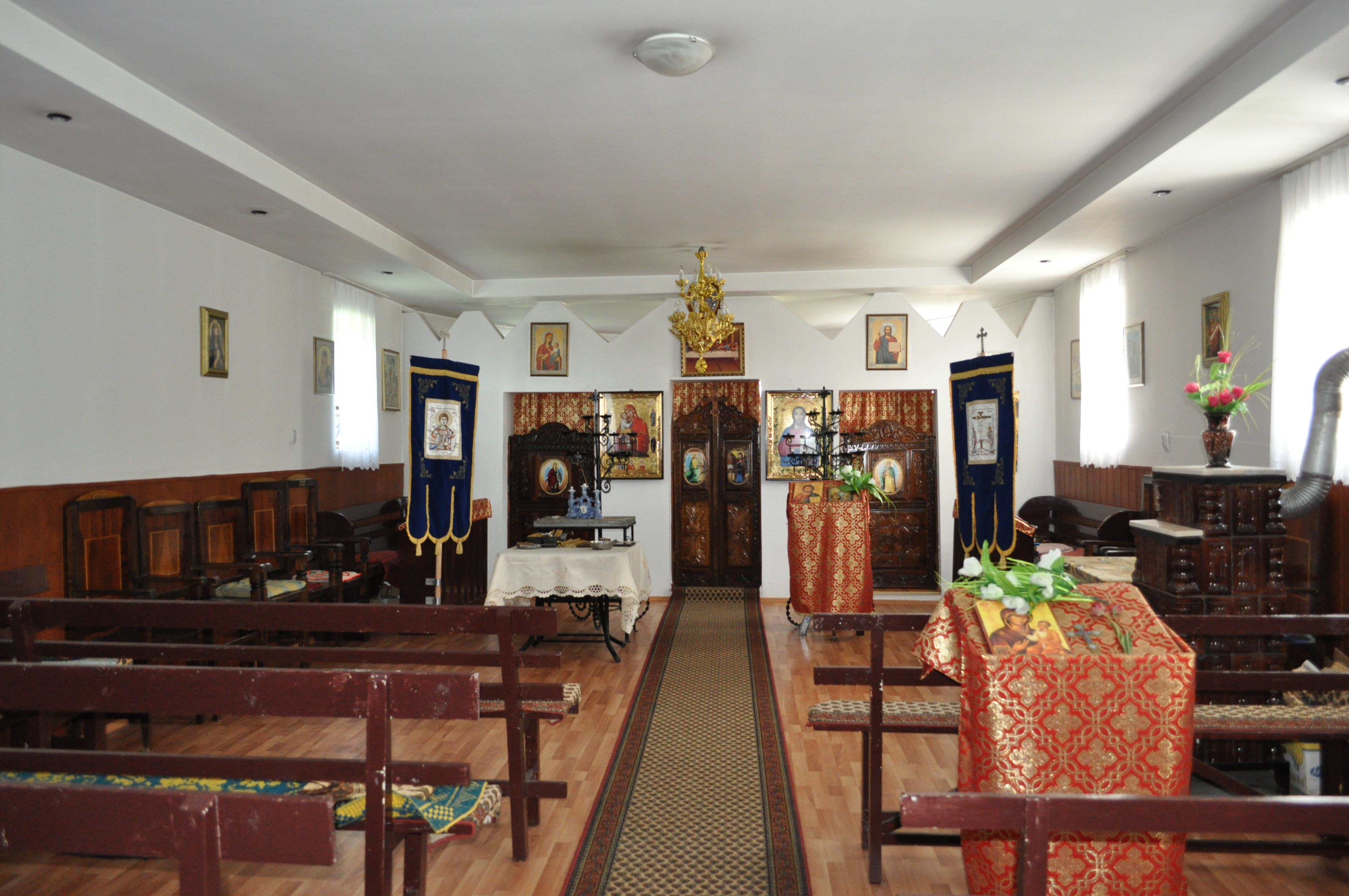
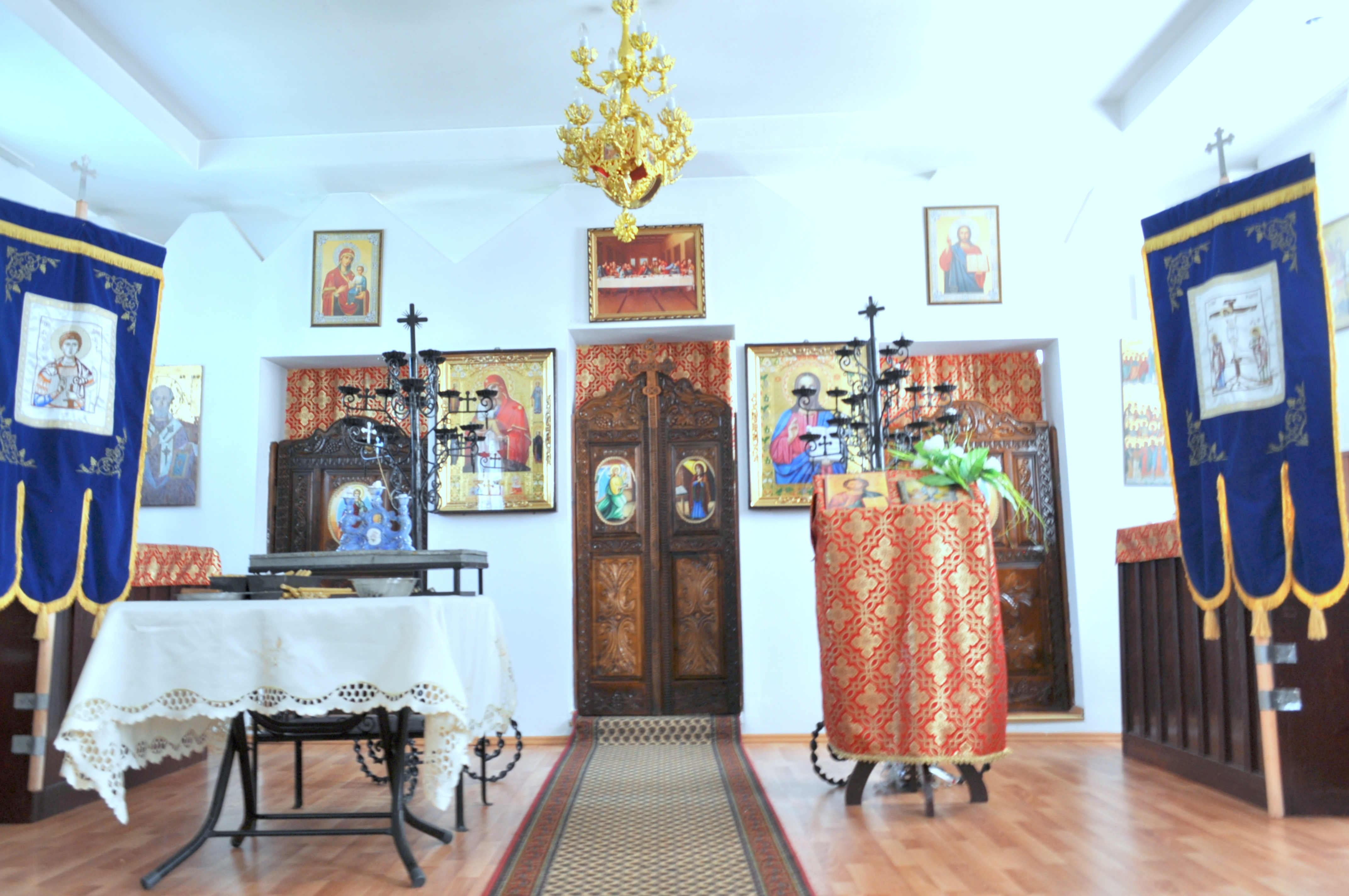
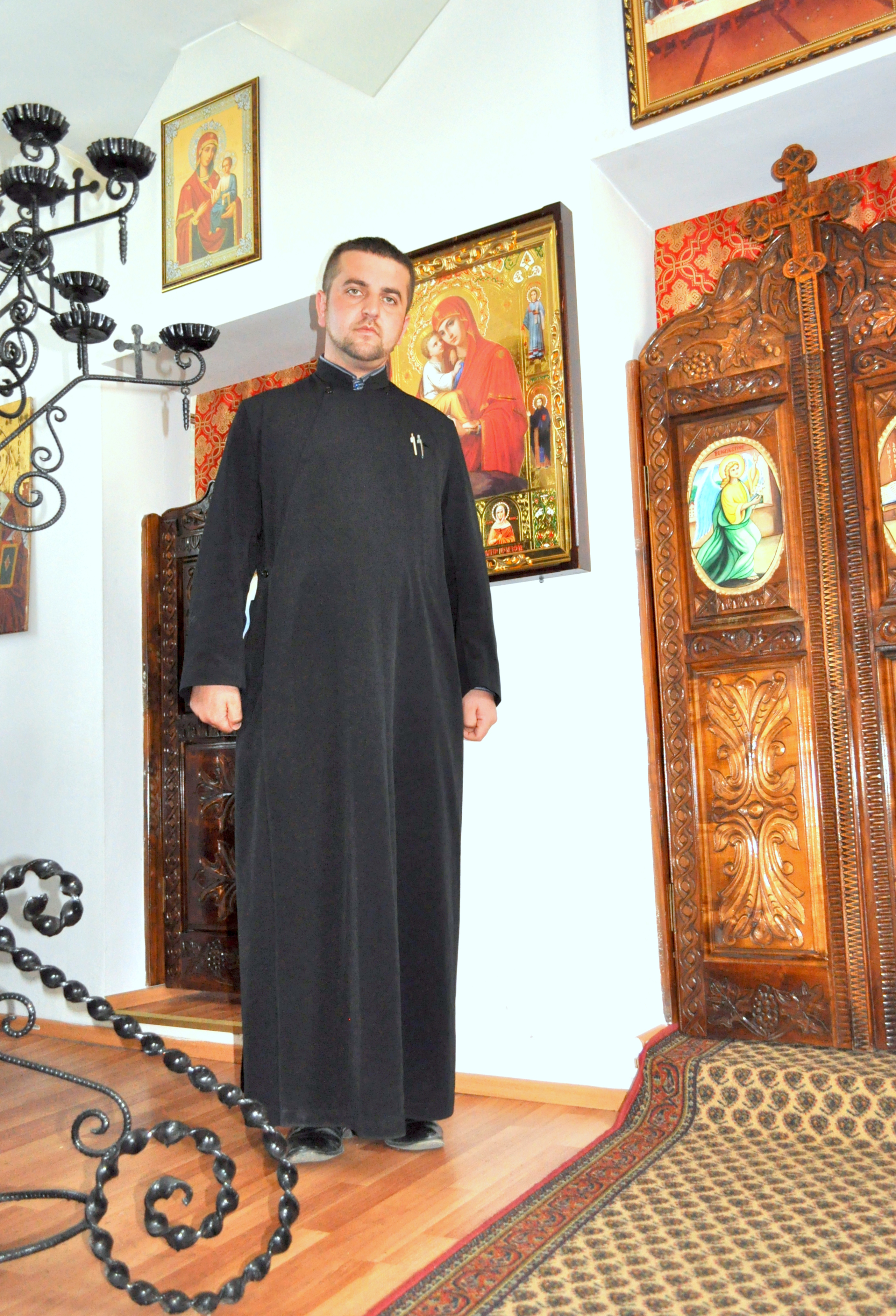